# Eimsbütteler TV
Maillots
Le Eimsbütteler TV est un club allemand de sport basé à Hambourg.
Depuis 2022, l'équipe la plus titrée du club est les femmes de volley-ball qui jouent dans la 2e Championnat d'Allemagne féminin de volley-ball.

## Historique
- 1889 : fondation du club sous le nom de Eimsbütteler TV von 1889
- 1893 : fusion avec le Eimsbütteler MTV 1889 en Hamburg-Eimsbütteler TV 1889
- 1898 : fusion avec le Eimsbütteler TS en Eimsbütteler TV
- 1924 : le club est rebaptisé SV Eimsbüttel
- 1933 : le club est rebaptisé Eimsbütteler TV